# Heidi Marie Vestrheim
Heidi Marie Vestrheim (Øystese, 11 aprile 1977) è una cantante e conduttrice televisiva norvegese.

## Biografia
Heidi Marie Vestrheim ha avviato la sua carriera musicale come cantante del gruppo Atakama, con cui ha registrato e pubblicato l'album Lush nel 2000. Ha avviato la sua carriera da solista nel 2003 con l'EP Pigs, che ha raggiunto la 12ª posizione nella classifica norvegese. L'anno successivo il suo album di debutto Signs and Fiction è entrato in classifica al 29º posto. Ha promosso il disco con una tournée che ha toccato città della Norvegia e della Germania con le Ephemera.
Parallelamente alla sua carriera musicale, dal 2008 Heidi Marie Vestrheim lavora anche come presentatrice per vari programmi di NRK, fra cui Julemorgen su NRK Super, Ut av skapet (NRK1), Superbonden (NRK1), Reiseradioen (NRK P1), Heidi Marie & Co. e Tidenes Morgen (NRK P13).

## Discografia

### Album in studio
- 2004 – Signs and Fiction
- 2006 – Beautiful Houses
- 2012 – I Want to Go
- 2015 – Black Forest

### EP
- 2003 – Pigs

### Singoli
- 2003 – Time
- 2003 – Rings
- 2006 – Beautiful Houses
- 2012 – Blind